# Шихта

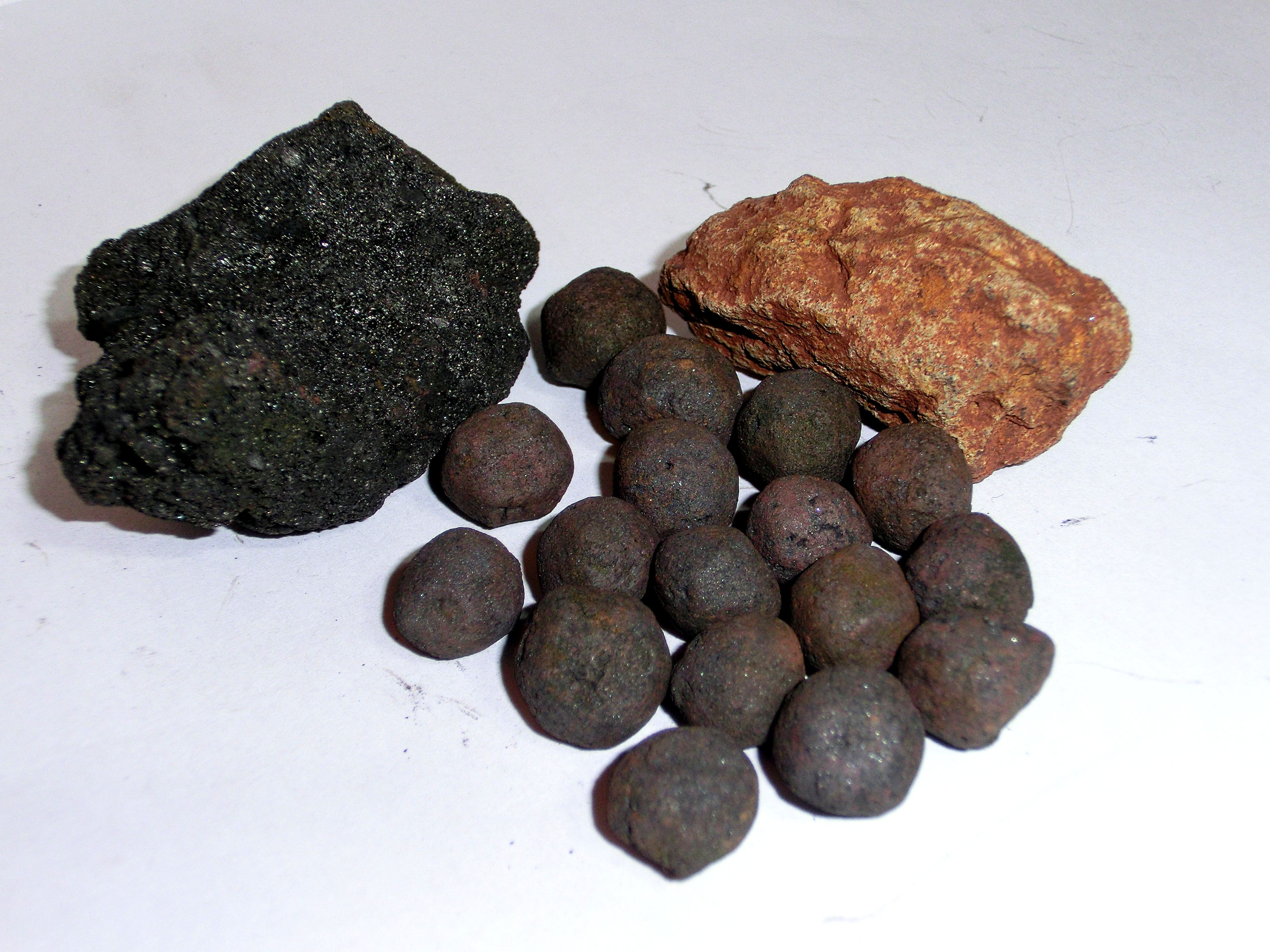
Шихтовые материалы для доменной плавки: кокс, известняк, окатыши

Ши́хта (нем. Schicht) — смесь исходных материалов, а в некоторых случаях (например, при выплавке чугуна в доменной печи) и топлива в определённой пропорции, подлежащая переработке в металлургических, химических и других агрегатах.
Шихтами обычно называют исходные смеси, использующиеся в пирометаллургических или иных высокотемпературных процессах (производство стекла, цемента, некоторых керамических материалов и изделий, коксование углей). Шихта рассчитана на получение конечных продуктов с заданными физическими и химическими свойствами. Шихта загружается в агрегат либо в виде однородной смеси (порошковой, кусковой, брикетированной), приготовленной вне агрегата, либо порциями, состоящими из отдельных компонентов шихты. Шихтовые материалы перед загрузкой в агрегат обычно хранятся на шихтовых дворах или усреднительных складах.
В состав металлургических шихт обычно входят исходное или обогащённое рудное сырьё (руды, рудные концентраты и окускованное сырьё), сырьё с флюсами и оборотными материалами (так называемый возврат), пыль из улавливающих устройств, металлы (главным образом в виде лома). Шихты в чёрной металлургии (например, в доменном процессе) зачастую содержат и топливо (как правило, кокс), в то время как в цветной металлургии шихты, как правило, топлива не содержат.
Шихта для производства агломерата, как правило, состоит из руды, концентрата, твёрдого топлива, флюсов и добавок.
Типичные требования к качеству шихты определяются обеспечением стабильности и воспроизводимости результатов процесса, в котором она используется:
- постоянство химического состава;
- однородность по химическому, минералогическому и гранулометрическому составу;
- оптимальная крупность компонентов шихты;
- оптимальная влажность.